# Obliquus (Hindi)
De obliquus in het Hindi is de naamval die men gebruikt voor elk woord dat of elke woordgroep die onder invloed staat van een achterzetsel. Dikwijls leidt dat tot verbuigingen ten opzichte van de nominatief-vormen.

## Verbuigingen
Bij de mannelijke zelfstandige naamwoorden in enkelvoud veranderen alleen die van type 1, dit zijn in het algemeen die mannelijke zelfstandige naamwoorden die op a eindigen. De uitgang verbuigt van a naar e, zoals voor het woord voor jongen: dit is larka in de nominatief en larke in de obliquus. De verandering geldt niet voor mannelijke zelfstandige naamwoorden van type 2, die niet op a eindigen. Zo is dost het woord voor vriend zowel in de nominatief als in de obliquus.
Vrouwelijke zelfstandige naamwoorden in het enkelvoud zijn hetzelfde in de nominatief als in de obliquus, bv. larki, meisje, blijft larki en mata, moeder, blijft mata.
Bij zelfstandige naamwoorden in het meervoud is in de obliquus de uitgang altijd 'on', onafhankelijk van geslacht of type.
Bij bijvoeglijke naamwoorden geldt in het enkelvoud dat bij de mannelijke vorm, die op een a eindigen, er een e verschijnt. De vrouwelijke enkelvoudsvorm blijft eindigen op i. In het meervoud blijft bij de mannelijke vormen de e behouden en bij de vrouwelijke vormen de i.

## Voorbeelden

### Mannelijk enkelvoud
- Die grote kamer is goed: voh bara kamra accha hai. kamra staat in de nominatief-vorm.
- De kleur van die grote kamer is rood: us bare kamre ka rang lal hai.

Hier is ka een achterzetsel dat de bezitsrelatie aangeeft tussen rang: kleur en us bare kamre: die grote kamer. Veranderingen door het achterzetsel: voh, die, verandert in de obliquus-vorm naar us. Het woord bara, grote verbuigt naar bare en kamra, kamer wordt kamre.

### Vrouwelijk enkelvoud
- Die grote auto is goed: voh bari gari acchi hai. voh bari gari betekent die grote auto en staat in de nominatief.
- De kleur van die grote auto is rood: us bari gari ka rang lal hai. us bari gari staat in de obliquus vanwege ka, dat de bezitsrelatie aangeeft tussen die auto en de kleur. Het woord gari verandert niet in de obliquus.

### Mannelijk meervoud
- Die grote kamers zijn goed:  ve bare kamre acche hain. kamre is hier het meervoud van kamra, in de nominatief.
- De kleur van die grote kamers is rood: un bare kamron ka rang lal hain. kamron is de obliquus-vorm voor het meervoud van een zelfstandig naamwoord.

### Vrouwelijk meervoud
- Die grote auto's zijn goed: ve bari gariyan acchi hain. gariyan betekent auto's. Vrouwelijk meervoud, nominatief.
- De kleur van die grote auto's is rood: un bari gariyon ka rang lal hai. un bari gariyon is de obliquus-vorm voor het meervoud.